# Мирче Ацев (Кривогаштани)
Мирче Ацев (мкд. Мирче Ацев) је насеље у Северној Македонији, у средишњем делу државе. Мирче Ацев припада општини Кривогаштани.

## Географија
Насеље Мирче Ацев је смештено у средишњем делу Северне Македоније. Од најближег већег града, Прилепа, насеље је удаљено 16 km западно. Кроз насеље води пут од Прилепа ка Крушеву.
Мирче Ацев се налази у средишњем делу Пелагоније, највеће висоравни Северне Македоније. Насељски атар је махом равничарски, без већих водотока, док се даље ка западу издижу прва брда планине Баба. Надморска висина насеља је приближно 600 метара.
Клима у насељу је континентална.

## Становништво
По попису становништва из 2002. године, Мирче Ацев је било без становника.
Претежно становништво у селу били су етнички Македонци.
Већинска вероисповест у насељу било је православље.